# Dario Dolci
Dario Dolci (Marostica, 5 marzo 1947) è un ex calciatore italiano, di ruolo difensore e mediano.

## Carriera

Dario Dolci con la maglia del Varese nel 1968

Cresciuto nel Modena, fece il suo esordio in serie A nel Varese dove rimase per quattro stagioni. Nel 1972 venne acquistato dal Milan e vestì la maglia rossonera per due anni, trovando un discreto spazio nella linea mediana rossonera e totalizzando complessivamente 36 presenze fra tutte le competizioni (scese in campo da subentrato anche nella finale vittoriosa della Coppa delle Coppe 1972-1973, mentre giocò da titolare la finale di Coppa Italia vinta ai rigori contro la Juventus).
Venne ceduto alla Ternana nel 1974 e, dopo un anno, passò al Lanerossi Vicenza in Serie B dove giocò per due stagioni da titolare. Infine si trasferì alla SPAL ma, in un anno propizio per i ferraresi che furono promossi in Serie B, Dolci si infortunò gravemente e giocò solamente tre gare.
Chiuse la carriera professionistica nel Savona, in Serie C2, proseguendo a giocare a livello dilettantistico nella Malnatese.
Ritiratosi, gestì per molti anni un negozio di articoli sportivi a Gavirate.

## Palmarès

### Club

#### Competizioni nazionali
- Coppa Italia: 1

Milan: 1972-1973
- Campionato italiano di Serie B: 1

L.R. Vicenza: 1976-1977
- Serie C: 1

S.P.A.L.: 1977-1978

#### Competizioni internazionali
- Coppa delle Coppe: 1

Milan: 1972-1973